# COCOPA RESORT CLUB 白山ヴィレッジゴルフコース
COCOPA RESORT CLUB 白山ヴィレッジゴルフコース（ココパリゾートクラブ はくさんヴィレッジゴルフコース）は、三重県津市にあるゴルフ場である。

## 概要
「COCOPA RESORT CLUB 白山ヴィレッジゴルフコース」は、三重県津市の丘陵地に広がるホテル併設型のリゾートコースである。前身は、 1990年（平成2年）10月21日に開場した「白山ヴィレッジゴルフ倶楽部」であり、「ココパリゾートクラブ」のひとつで、キングコースとクイーンコースの各18ホールの合計36ホールのゴルフ場で、白山開発株式会社により運営されている。
コースはなだらかな丘陵コースで、全体的にフラットな中にゆるやかな高低差をもち、フェアウェイとグリーンはアンジュレーションがあるので、戦略を要するコースである。造形豊かなバンカーや池が戦略性あるコースとなっており、ゆったりとラウンド出来るのが特徴である。また、クラブハウスは黒川紀章の設計で、白鳥が羽を広げた姿を現した建築である。
2003年（平成15年）1月15日、平城開発株式会社（「三重フェニックス&リゾートゴルフクラブ」）、株式会社三重白山ゴルフ倶楽部（「白山ヴィレッジゴルフ倶楽部」）、白山開発株式会社（「三重白山ゴルフ倶楽部」）の3社が、大阪地裁に民事再生手続の開始を申請した。
2010年（平成22年）、全国のゴルフ場で17コースしかないLPGA認定 (日本女子プロゴルフ協会) のコースになっていて、男女のクォリファイングトーナメントやプロテストなどの公式競技が行われている。また、2015年には日本ゴルフ協会主催の日本のシニアゴルフメジャー競技「日本シニアオープンゴルフ選手権」を、2019年には同協会主催の女子ゴルフメジャー大会の1つ「日本女子オープンゴルフ選手権競技」大会などの開催の実績がある。

## 所在地
〒515-2603 三重県津市白山町川口6262番地

## コース情報
- 開場日 - 1990年10月21日
- 設計者 - 鈴木 正一
- 面積 - 2,440,000m2（約73.8万坪）
- コースタイプ - 丘陵コース
- コース - 36ホールズ、パー144、14,113ヤード、コースレート、クインコース、72.8キングコース72.8
- フェアウェー - コウライ
- ラフ - ノシバ
- グリーン - 1グリーン、ベント（ペンクロス）
- ハザード - バンカー180、池が絡むホール5
- ラウンドスタイル - キャディ・セルフ選択可、キャディ付かセルフ選択制、乗用カートプレー、1組4人が原則、状況によりツーサム可、乗用カート(5人乗り)自走式
- 練習場 - 15打席250ヤード
- 休場日 - 無し[5][6]

## クラブ情報
- ハウス面積 - 4,620m2（1,397.5坪）
- ハウス設計 - 黒川 紀章
- ハウス施工 - 新井組[5][6]

## ギャラリー
- コース - 「COCOPA RESORT CLUB 白山ヴィレッジゴルフコース」、コースデータ、2021年8月23日閲覧
- ハウス - 「COCOPA RESORT CLUB 白山ヴィレッジゴルフコース」、付帯施設、2021年8月23日閲覧

## 交通アクセス
- 鉄道 - 近鉄大阪線 - 榊原温泉口駅より クラブバス利用 約15分[7]
- 道路 - 伊勢自動車道 - 久居ICより 14Km[7]

## メジャー選手権
- 2015年（平成27年） - 第25回　日本シニアオープンゴルフ選手権大会[8]
- 2019年（令和元年） - 第52回 日本女子オープンゴルフ選手権競技大会[9]

## 関連文献
- 『ゴルフ場ガイド 版』、2006-2007、「COCOPA RESORT CLUB 白山ヴィレッジゴルフコース」、東京 ゴルフダイジェスト社、2006年5月、2021年8月23日閲覧